# Alec Soth

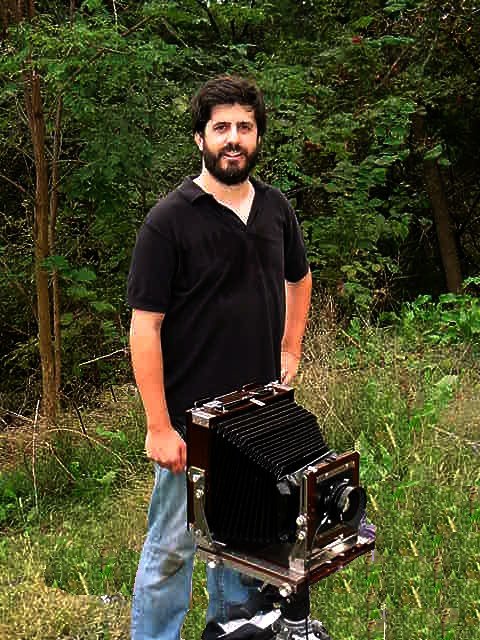
Alec Soth (2007)

Alec Soth (* 1969 in Minneapolis, Minnesota) ist ein US-amerikanischer Fotograf, der durch seine großangelegten Fotoprojekte aus dem amerikanischen Mittleren Westen bekannt wurde. Er ist Teil der Agentur Magnum.

## Leben
Soth studierte am Sarah Lawrence College in Yonkers, New York. Er erhielt ein Stipendium der McKnight and Jerome Foundation und 2003 den Santa Fe Prize for Photography. 2004 nahm er an der Whitney Biennial teil und publizierte seinen ersten Fotoband, dem in den nächsten Jahren weitere folgten. Viele seiner Aufnahmen macht Soth im Format 8x10 (siehe sein Foto mit Kamera).
2004 wurde Soth für die Aufnahme bei Magnum Photos nominiert, seit 2008 ist er vollgültiges Mitglied der Vereinigung. Seine Fotografien wurden bisher (2011) weltweit ausgestellt. Seine Werke wurden von verschiedenen Museen angekauft und gezeigt.
Soth lebt mit Ehefrau und Kindern in Minneapolis. 2010 gründete er dort den Verlag Little Brown Mushroom. Sein Familienname wird ausgesprochen wie das englische Wort both.

## Ausstellungen (Auswahl)
- 2020: Alec Soth: Photography is a Language, Kunst Haus Wien, Wien[1]
- 2017/18: Alec Soth. Gathered leaves, Haus der Photographie der Deichtorhallen, Hamburg.[2]
- 2012: Alec Soth: La Belle Dame sans Merci, Central Exhibition Hall, Manege (Moskau), Multimedia Art Museum, Moskau
- 2011: Alec Soth: Broken Manual, Galerie Friedrich Loock, Berlin[3]
- 2011: Alec Soth: From Here to There, Walker Art Center, Minneapolis, Minnesota, USA
- 2010: Alec Soth: Black Line of Woods, High Museum of Art, Atlanta, Georgia, USA
- 2008: Alec Soth. Der Raum zwischen uns, Fotomuseum Winterthur, Winterthur, Zürich, Schweiz
- 2008: Alec Soth: Mississippi and Niagara, Galerie nationale du Jeu de Paume, Paris, Frankreich
- 2006: Alec Soth: Niagara, Weinstein Gallery, Minneapolis, Minnesota, USA
- 2006: Alec Soth: Niagara, Wohnmaschine, Berlin
- 2006: Alec Soth: Niagara, Gagosian Gallery, Manhattan, New York City, New York
- 2005: Roger Ballen, Alec Soth and Vera Lutter, Gagosian Gallery, New York City, USA
- 2004: Alec Soth: Sleeping by the Mississippi, Stephen Wirtz Gallery, San Francisco, Kalifornien, USA
- 2004: Alec Soth: Sleeping by the Mississippi, Yossi Milo Gallery, New York City

## Sammlungen (2011)
- Albright-Knox Gallery of Art, Buffalo, New York, USA
- Art Institute of Chicago, Chicago, Illinois, USA
- Brooklyn Museum, Brooklyn, New York City, New York
- Corcoran Gallery of Art, Washington, D.C., USA
- Israel Museum, Jerusalem, Israel
- Los Angeles County Museum of Art, Los Angeles, Kalifornien, USA
- Madison Museum of Contemporary Art, Madison, Wisconsin, USA
- Margulies Collection at the Warehouse, Miami, Florida, USA
- Minneapolis Institute of Arts, Minneapolis, Minnesota, USA
- Museum of Contemporary Photography, Chicago, Illinois, USA
- Museum of Fine Arts, Houston, Texas, USA
- San Francisco Museum of Modern Art, San Francisco, Kalifornien, USA
- Walker Art Center, Minneapolis, Minnesota, USA
- Whitney Museum of American Art, Manhattan, New York City, New York

## Veröffentlichungen (Auswahl)
- 2012: Looking for Love, 1996, Kominek Books, Berlin 2012, ISBN 978-3-9815105-2-2.
- 2011: Broken Manual, Steidl, Göttingen ISBN 978-3-86930-199-0.
- 2010: One day - 10 Photographers, Kehrer, Heidelberg/Berlin ISBN 978-3-86828-173-6.[4]
- 2010: Gus the Great, Kehrer, Heidelberg/Berlin ISBN 978-3-86828-173-6.
- 2010: From Here to There, Alec Soth's America, Siri Engberg (Hrsg.): Hatje Cantz, Ostfildern ISBN 978-3-7757-2750-1.
- 2010: Ash Wednesday, New Orleans, Super Labo, Kamakura, Japan 2010, ISBN 978-4-905052-02-9.
- 2007: Fashion Magazine. Paris - Minnesota, Magnum Photos, New York City.
- 2007: Dog Days, Bogotá, Steidl, Göttingen ISBN 978-3-86521-451-5.
- 2006: Niagara, Steidl, Göttingen ISBN 3-86521-233-6.
- 2005: Songbook. MACK, London, England 2015, ISBN 978-1-910164020.
- 2004: Sleeping by the Mississippi. Photographs by Alec Soth, essays by Patricia Hampl and Anne Wilkes Tucker. Steidl: Göttingen ISBN 3-86521-007-4.